# Jacques Clément
Pour les articles homonymes, voir Jacques Clément et Clément.
Jacques Clément, né en 1567 à Serbonnes, est un frère lai dominicain, régicide d'Henri III de France, et mort le 1er août 1589 à Saint-Cloud.

## Biographie
Jacques Clément naît à Serbonnes dans une famille de paysans, à une date imprécise, peut-être en 1567. Il devient moine dominicain du couvent des Jacobins de Sens. Par la suite, il poursuit des études au couvent des Dominicains de Paris, ce qui lui vaut d'être surnommé le Jacobin, autre nom des Dominicains. Voulant exterminer les hérétiques, il est appelé par ses confrères « Capitaine Clément ».
Fanatique, il prend le parti de la Ligue catholique. Son dessein est de tuer le roi Henri III, qui est à ses yeux l'ennemi déclaré du catholicisme, depuis l'assassinat du duc de Guise. Il se peut aussi que son acte soit en partie une vengeance familiale. Il quitte Paris le 31 juillet 1589 pour rejoindre Saint-Cloud d’où le roi commande le siège de la capitale.

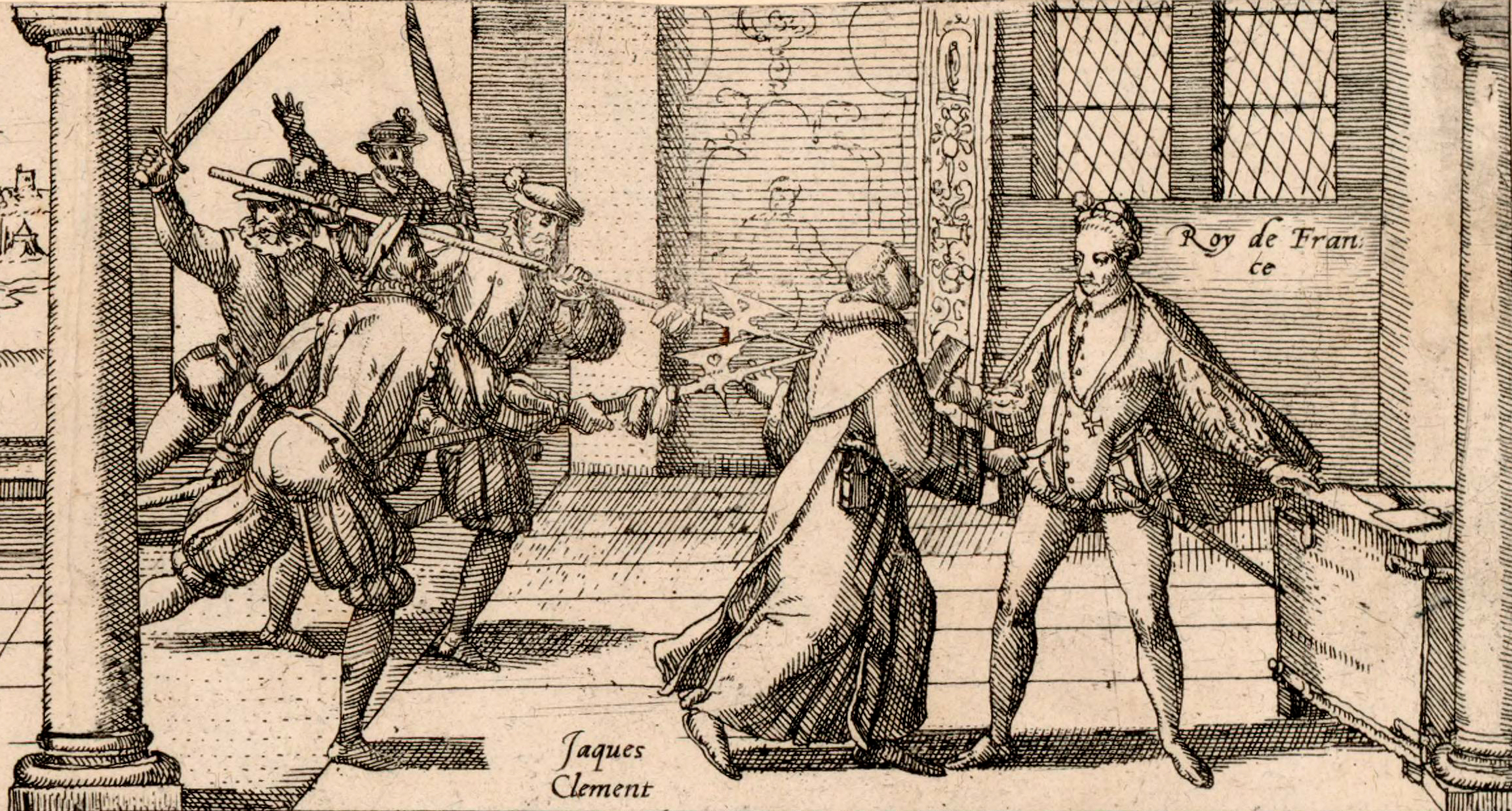
Assassinat du roi Henri III par Jacques Clément.
Détail d'une estampe gravée par Frans Hogenberg, Paris, BnF, département des estampes, XVIe siècle.

En ce 1er août 1589, il accompagne alors Jacques de La Guesle, procureur général du Parlement de Paris, pour rencontrer le roi. Aussitôt introduit, Clément s’approche du roi sous prétexte de lui remettre un message confidentiel, fait mine de prendre ces lettres, sort un couteau et poignarde Henri III au ventre. La victime retire le couteau de son bas-ventre puis frappe son assassin au visage. Les cris d'Henri III (« Ah ! Méchant moine, tu m’as tué ! ») et du procureur général Jacques de La Guesle alertent les gardes, les fameux Quarante-cinq, qui accourent avec d'autres serviteurs royaux. En entendant le roi annoncer que le jacobin l'a blessé, les gardes se précipitent sur Jacques Clément. L'un des Quarante-cinq, Bernard de Montsérié, empoigne l'assassin et le jette à terre ; il enjoint à ses compagnons de ne pas le tuer afin de pouvoir l'interroger. Peine perdue, le moine est massacré puis son corps est défenestré. Les versions diffèrent quant à l'identité des gardes et serviteurs qui transpercent Jacques Clément de leurs épées.
Le roi ne succombe que durant la nuit, après avoir désigné Henri de Navarre comme son successeur.
Ce furent deux soldats du régiment de Comblanc qui introduisirent Jacques Clément dans le camp d'Henri III.
L'acte de Jacques Clément est diversement apprécié dans une chrétienté en proie aux guerres de religion. Le pape Sixte V l’aurait considéré comme un martyr et aurait envisagé de le canoniser. Paris accueille également avec enthousiasme la nouvelle du régicide et acclame la mère de l'assassin « comme la mère de Dieu elle-même ». La Sainte-Ligue se considère comme vengée de l'assassinat, en 1588, du duc Henri de Guise.
La mort tragique et spectaculaire d'Henri III constitue le premier assassinat d'un roi de France depuis l'avènement des Capétiens. Il sera suivi vingt ans plus tard par celui d'Henri IV par Ravaillac. Pendant plusieurs décennies, Jacques Clément servira de modèle à de nombreux autres régicides (comme Jean Châtel).

## Procès de Jacques Clément
Un procès posthume a été organisé à l'encontre de Jacques Clément et ceci malgré sa mise à mort immédiate par les gardes royaux. Le frère lai fut donc jugé post mortem et son cadavre subit le supplice de l'écartèlement, sort réservé aux régicides et que subira également François Ravaillac, assassin d'Henri IV, vingt-et-un ans après lui, mais bien vivant.
Le corps de Jacques Clément fut ensuite brûlé et ses cendres furent jetées dans la Seine, « a ce qu’il nen soit a l’advenir aucune mémoire ».
Il suscita très vite une admiration et même un culte. Jacques Clément deviendra une sorte de « martyr » pour de nombreux contemporains qui détestaient le roi Henri III, réputé pour avoir ruiné le pays par ses dépenses personnelles, et pour son homosexualité.[réf. nécessaire]